# Słodnik
Słodnik (Entomyzon cyanotis) – gatunek średniej wielkości ptaka z rodziny miodojadów (Meliphagidae). Występuje w południowej części Nowej Gwinei oraz północnej i wschodniej Australii. Nie jest zagrożony.

## Systematyka
Takson ten został po raz pierwszy opisany przez Johna Lathama w 1801 roku. Autor nadał mu nazwę Gracula cyanotis. Obecnie gatunek ten umieszczany jest w rodzaju Entomyzon, którego jest jedynym przedstawicielem. Wyróżnia się trzy podgatunki E. cyanotis:
- słodnik białoskrzydły[5] (E. cyanotis albipennis) – północno-zachodnia i północno-środkowa Australia
- E. cyanotis griseigularis – południowo-środkowa Nowa Gwinea i półwysep Jork (północno-wschodnia Australia)
- słodnik modrolicy[5] (E. cyanotis cyanotis) – północno-wschodnia, wschodnia i południowo-wschodnia Australia

Podgatunek albipennis jest przez niektórych autorów klasyfikowany jako osobny gatunek. Proponowany podgatunek apsleyi uznany za synonim albipennis. Podgatunek griseigularis poprzednio nazywany był harterti, ale holotyp tego ostatniego (pochodzący z Cooktown w stanie Queensland) okazał się formą przejściową między populacją z południa Nowej Gwinei i północnej Australii a podgatunkiem nominatywnym ze wschodniej Australii. 

## Morfologia
WyglądBrak dymorfizmu płciowego. Ma średni, dość cienki, szary dziób z ciemnym zakończeniem. Wierzch głowy, kark, kantarek oraz obszar od gardła do piersi jest czarny (dobrze to widać na zdjęciu nr 4). Od wierzchu głowy kark oddziela biały pasek. Kończy się on na turkusowej plamie łysej skóry wokół oka. U młodych ten obszar jest żółty. Pomiędzy tą plamą a gardłem jest biało, tak jak pod karkiem i na brzuchu. Ogon ma barwę oliwkową, jak i skrzydło z czarnymi lotkami.
Wymiary
- długość ciała: 25–30 cm
- rozpiętość skrzydeł: 43 cm
- masa ciała: 113 g

## Ekologia i zachowanie
BiotopBagna i namorzyny, obrzeża lasów, luźne zadrzewienia, a także sady, parki i ogrody.
ZachowanieMocny lot. Jest towarzyski i żyje w hałaśliwych grupach.
GłosŚwierkoty, miauczenie i głośne ki-ołt. Piosenka to ostre i piskliwe dźwięki.
PożywienieGłównie bezkręgowce, owoce oraz nektar. Rzadko małe jaszczurki.
LęgiWyprowadza 1–3 lęgi. Gniazduje w luźnej kolonii. Gniazdo jest miseczką z kory, trawy i korzeni w rozwidleniu gałęzi drzewa. Składa 2 jaja wysiadywane 16–17 dni. W niewoli pisklęta potrafią latać po 23–24 dniach.

## Status
Międzynarodowa Unia Ochrony Przyrody (IUCN) uznaje słodnika za gatunek najmniejszej troski (LC, Least Concern). Liczebność populacji nie została oszacowana, ale nie jest to ptak pospolity. Trend liczebności populacji uznawany jest za stabilny.
Od 2016 roku IUCN uznaje słodnika białoskrzydłego za osobny gatunek Entomyzon albipennis, zalicza go do kategorii najmniejszej troski. Liczebność populacji nie została oszacowana, ale ptak ten opisywany jest jako bardzo liczny. Trend liczebności populacji uznawany jest za stabilny.